# 卓宅站
卓宅站为鹰厦铁路车站，位于福建省龙岩市漳平市西园乡。距鹰潭站505公里，距厦门站189公里。车站由南昌局集团永安车务段管辖，现为五等站，为车务段在鹰厦铁路上管辖的最南端车站，有“南大门”之称。
车站为连接专用线建于1971年，当时车站设有7条股道（含牵出线）和2条专用线。1990年代后车站停办客运业务，目前仅办理少量专用线、专用铁路货运作业，设有通往鹰潭工务机械段的段管线专用线。2016年车站等级由四等站下调为五等站。